# Trinidad Zaachila
Trinidad Zaachila là một đô thị thuộc bang Oaxaca, México. Năm 2005, dân số của đô thị này là 2809 người.